# Torben Rechendorff
Torben Rechendorff, född 1 april 1937 i Köpenhamn, död 28 november 2022, var en dansk politiker (Det Konservative Folkeparti). Han var kyrkominister 1988–1993, kommunikationsminister 1989–1993 och partiledare för Konservative Folkeparti 1993–1995.

## Tidiga år
Torben Rechendorff var son till civilingenjören Aage Rechendorff och prästen Gudrun Rechendorff. Fadern hade en viss politisk bakgrund då han bland annat hade varit medlem av Birkerøds kyrkoråd 1938–1943 och av taxeringskommissionen 1958–1970. Torben Rechendorff tog realexamen vid Birkerød Statsskole 1955. Därefter tog han lärarexamen från Frederiksberg Seminarium 1960 och arbetade sedan som lärare i kristendomskunskap vid Frederiksbergs skolväsende 1960–1961 och vid Hørsholms Skole 1961–1970. Därefter blev han skolinspektör vid den senare fram till och med 1981. Under perioden 1976–1981 var han ordförande för Religionslærerforeningen och under en tid även ordförande för Det Danske Spejderkorps (Scouterna). Enligt Rechendorff själv har han aldrig försökt att förkunna den kristna läran i sin undervisning, vilket i varierande grad ingick i den danska skollagen fram till och med 1975. Han var gift med sockenprästen Lis Rechendorff (död 2006).
Rechendorffs politiska karriär började i Hørsholms kommunfullmäktige som politiker för Det Konservative Folkeparti 1966–1974. Här satt han bland annat i kommunens socialnämnd. Under våren 1973 hamnade partiets kommungrupp i en intern konflikt då man beslutade att exkludera lärarinnan Kirsten Alsing från gruppen, då hon vid ett möte i skolnämnden hade avsatte vice borgmästaren och partikamraten Ove Sundberg som nämndens ordförande och därefter utnämnt sig själv till hans efterträdare. Detta var en kulmination av en strid som hade pågått i kommunens konservativa flertal sedan månader tillbaka. Det hade börjat med att Ove Sundberg hade lagt fram ett förslag i kommunfullmäktige om en ändrad skolstruktur, vilket blev nedröstat på grund av att tre konservativa politiker röstade emot. Dessutom hade kommunens socialdemokratisk-radikala minoritet anmält Sundberg till det regionala inspektionsrådet och till Inrikesministeriet för att de misstänkte att han hade undanhållit information för medlemmarna i skolnämnden. Dessutom fick flera andra konservativa kommunpolitiker kritik, däribland borgmästaren Sven Jørgensen samt Torben Rechendorff, som båda beslutade att lämna sina uppdrag i Hørsholms kommun efter valet 1974. Tillsammans med Sven Jørgensen försökte Rechendorff bemöta den kraftiga kritik som kommunen fått för att man inte hade byggt tillräckligt med daghem och för att man hade använt betong och mursten på ett miljöskadligt sätt vid de kommunala byggerierna. Vad gällde daghemmen hänvisade han till att stoppen i byggverksamheten hade försinkat två daghem från att bli färdiga.
Våren 1981 lämnade Rechendorff sitt uppdrag som ordförande för Religionslærerforeningen för att inta den centrala positionen som Det Konservative Folkepartis partisekreterare. Som sådan lyckades han bl.a. med att öka antalet partimedlemmar markant och han utmärkte sig som en framträdande administratör. Dock fick han viss kritik för att han hade uppmanat partiföreningarna att registrera politiska motståndare. Året efter blev han tillika medlem av Radiorådet (1982–1987), och styrelsemedlem av Danmarks Radio 1987–1988 efter att den konservativa kulturministern H.P. Clausen utsåg en helt ny styrelse till public-servicebolaget. Han var även ordförande för Bustrupfonden, som står under Socialministeriet, vars uppgift är att ge bidrag till institutioner, föreningar och sällskap som arbetar med barn och unga. Rechendorff var en av dem som stod bakom 1985 års bidragsutdelning, vilket bl.a. kom flera välgörenhetsorganisationer och specialskolor till del. Torben Rechendorff är en personlig vän till den f.d. statsministern Poul Schlüter, och spelade aktiv roll vid arrangemanget av begravningen av Schlüters hustru, Lisbeth Schlüter.

## Ministertiden 1988–1993

### Kyrkominister
Den 3 juni 1988 utsågs Torben Rechendorff till kyrkominister i en ommöblerad koalitionsregering under statsminister Poul Schlüter. Rechendorff efterträdde Mette Madsen (Venstre), som hade valt att inte kandidera till Folketinget vid valet 1988. Han var dock inte folketingsledamot då han tillträdde ministerposten, det blev han först efter valet 1990.
Som nyutnämnd kyrkominister gav Rechendorff de lokala kyrkoråden tillåtelse att sänka sina utgifter genom att lägga ned kyrkor eller att kraftigt begränsa användningen av dem. Detta var under en period då den kyrkliga debatten i Danmark kretsade kring de stadigt sjunkande besökssiffrorna vid gudstjänsterna samt om höjda kyrkoskatter. Rechendorff motsatte sig dock förslaget om att riva ned vissa medeltidskyrkor, men accepterade att ”icke-historiska” kyrkor med minimal användning kunde rivas. I och med att prästerna, särskilt på landsbygden, oftast hade ansvar för flera socknar var Rechendorff öppen för tanken att låta vissa kyrkor ägnas åt gudstjänst, medan andra mer skulle användas som lokala kulturhus för konserter, kyrkodramatik och föredragsverksamhet. Detta föreslog han igen då det kom fram att vissa kyrkor i Köpenhamn hade ett litet antal besökare vid gudstjänsterna. Han menade att kyrkorna borde överväga hur man skulle nå ut till människor genom att satsa på att göra verksamheten mer mångfaldig. Som en konsekvens av tidigare givna löften om mer frihet i kyrkan lade Rechendorff under 1991 fram flera förslag som innebar att kyrkoråd gjordes mer oberoende av stiften. Det innebar bl.a. att kyrkoråden själva skulle avgöra om och när man ville införskaffa mindre orglar, kyrkobelysning och annan utrustning, samt att kyrkoråden inom ett pastorat kunde besluta om de ville gå ihop till ett kyrkoråd.
I oktober 1988 gjorde Dalai Lama ett uppmärksammat besök i Danmark. Varken regeringen eller kungahuset var dock villiga att möta honom officiellt eftersom han inte längre var Tibets officiella överhuvud, och man ville därmed inte ge besöket någon politisk status. Arrangören bakom besöket, Dansk Selskab for Tibetansk Kultur, hade dock förhoppningar på att åtminstone Torben Rechendorff, i egenskap av kyrkominister, skulle träffa Dalai Lama som överhuvud för den tibetanska buddhismen. Detta avvisades dock trots att bl.a. Niels Bollman (Centrum-Demokraterne), medlem av Folketingets kyrkoutskott, ansåg att Rechendorff gott kunde träffa Dalai Lama.
I november 1988 skulle valen till kyrkofullmäktige hållas i Danmark och Rechendorff var inte tillfreds med det begränsade intresse som ägnades åt detta. Han ville att det skulle mer ”futt på cigaretten” vid valen och att kyrkorådens arbete skulle ”fram i ljuset”, bl.a. genom att låta kyrkorådsmöten hålla till i skolor eller rådhus istället för hemma hos kyrkorådsmedlemmarna, samtidigt som man ökade såväl arbetsfältet och möjligheten till inflytande. Enligt Rechendorff skulle kyrkoråden få överta fler uppgifter från stiften och pastoraten för att öka inflytandet. Inför 1988 års kyrkoval var det endast en reell omröstning i 397 av landets 2 196 menigheter, eftersom det i de resterande endast hade fastställts en kandidatlista vilket enligt lag inte var tillräckligt för att hålla ett val. 
Under våren 1989 var det i den danska folkkyrkan en het debatt om huruvida man skulle delta i ett internationellt kyrkligt samarbete. Rechendorff hade lagt fram ett förslag i Folketinget om att lagfästa Det Mellemkirkelige Råd som den institution som skulle ansvara för folkkyrkans mellankyrkliga uppgifter, både nationellt och internationellt. Förslaget antogs av en majoritet i Folketingets kyrkoutskott men stötte på ett visst motstånd inom kyrkan, särskilt i grundtvigianska kretsar, som menade att rådet inte kunde bli ett språkrör för kyrkan. Detta fick som konsekvens att rådet inte kunde uttala sig på folkkyrkans vägnar, vilket var en princip som Rechendorff stöttade. Rådet valdes på demokratisk väg och det upprättades särskilda utskott i varje stift med uppgift att tillrättalägga det mellankyrkliga arbetet. I april 1990 reste Rechendorff, som den första av Danmarks kyrkoministrar, till Ryssland för att avlägga besök vid den rysk-ortodoxa kyrkan.
Under år 1990 tillsatte Rechendorff en grupp som under ledning av biskop Bertil Wiberg skulle tillsätta en kommission med uppgift att utarbeta ett förslag till en ny psalmbok. Den senaste versionen var från 1953. Kommissionen tillsattes 5 januari 1993. Vid samma tidpunkt hade en ny översättning gjorts av Bibeln, där språkbruket hade moderniserats avsevärt. I och med detta pågick diskussioner om en liknande översättning av folkkyrkans ritual- och altarbok, vilket dock resulterade i skarpa motsättningar mellan landets biskopar. Rechendorff försökte till en början att mäkla mellan parterna, men utan resultat.
Rechendorff blev utsedd till kommendör av Dannebrogsorden 1989.

### Kommunikationsminister
Den 10 januari 1989 tilldelades Rechendorff ansvaret för kommunikationspolitiken ovanpå kyrkopolitiken, vilket bl.a. innefattade ansvaret för den statliga radio- och tv-verksamheten, samt post- och telegrafväsendet. Han kom att driva en tydlig liberaliseringspolitik av medieområdet, vilken påbörjades i stor skala då TV 2 upprättades 1988. 
En kort tid efter utnämningen bad TV 2, som delvis var finansierad av licensavgifter och delvis av reklamintäkter, om ökade intäkter från licensavgifter eftersom man hade förbrukat mer pengar än väntat. Detta avvisades av Rechendorff, men han var istället mer öppen för att lätta på reglerna för reklamintäkter. Han fick medhåll från såväl Venstre som Det Radikale Venstre. Även Socialdemokraterne önskade att TV 2 kunde öka sina reklamintäkter, trots sitt tidigare motstånd mot reklamfinansiering överhuvudtaget. I ett svar till Folketingets kulturutskott fastslog Rechendorff dock att TV 2 inte fick göra reklam för spritdrycker med en alkoholhalt på över 2,25 %.10 Man öppnade upp för att kanalen kunde sända tre reklamblock om dagen mot de tidigare två, samt att de lokala TV-stationerna också tilläts att sända reklam för att kunna konkurrera med arbetarrörelsens omfattande TV-nätverk. I oktober lade han fram ett förslag om att höja TV-licensavgiften med 66 kronor (34 kronor till Danmarks Radio, 32 kronor till TV 2), vilket antogs i Folketinget med ett stort flertal, dock med vissa ändringar, däribland en balansering mellan Danmarks Radio och TV 2. I januari 1990 lade han fram ytterligare en proposition i Folketinget i vilket ett tillåtande av sponsorstödda utsändningar föreslogs med vissa förbehåll. Den fick positivt stöd av såväl Danmarks Radio som TV 2, som menade att man då skulle kunna importera internationella program till ett billigare pris, och propositionen antogs. I maj öppnade han dessutom för att låta TV 2 sända mer reklam, vilket skall ses i samband med att den nordiska reklamfinansierade satellitkanalen TV 3 började etablera sig på mediemarknaden. Möjligheten att låta TV 2 finansieras till större del av reklam föll i god jord hos Socialdemokraterne och regeringspartnern Det Radikale Venstre, som tidigare var emot en reklamfinansierad kanal. 
Det uppstod dock vissa bekymmer med TV 2:s regionala TV-stationer som levde över sina tillgångar, med underskott på flera miljoner/station som följd. 1991 lät Rechendorff lossa 38 miljoner kronor från TV 2:s fond för att kanalen skulle kunna genomföra besparingar utan att behöva ändra om i programmen eller avskeda personal. Rechendorff föreslog att TV 2 gjordes om till ett aktiebolag vid omförhandlingarna av medieavtalen 1993. De regionala TV-stationernas budgetproblem, som var för sig alstrade c:a 230 miljoner år 1991, gav upphov till mycket debatt. Enligt Rechendorff var detta en anledning till att man skulle skära ned på antalet regionala stationer med fyra, vilket enligt honom i stort sett skulle finansiera hela bolagets underskott. Enligt hans egen sparplan skulle tre stationer på Jylland slås ihop till en, Bornholms station skulle stängas ned och Fyn och södra Jylland skulle slås ihop till en sändningsregion. Planen fick positiv uppbackning från Socialdemokraterne men Det Radikale Venstre, som var det parti som stod bakom inkluderingen av regionerna i lagen om TV2, var emot.
Vid sidan om budgetfrågan kring TV 2 hade en intressekonflikt legat och pyrt mellan två organisationer om vilken av dem som skulle leda TV 2:s regionala tv-station på nordöstra Själland (TV-Øst). TV 2:s styrelse föredrog organisationen Station Øst framför Foreningen for Regional-TV i Hovedstadsområdet, eftersom den senare styrdes av två av arbetsmarknadens parter, LO och Dansk Arbejdsgiverforening (DA). Rechendorff försökte få de båda organisationerna att slås ihop till ett vilket avvisades av Station Øst, som inte ville att arbetsmarknadens parter skulle styra TV-utbudet. Han tvingades därmed att välja mellan dem båda och valet föll på Foreningen for Regional-TV i Hovedstadsområdet. Detta orsakade en del förvåning och vrede hos Station Øst och regeringen anklagades för att driva en socialdemokratisk politik. Rechendorff avvisade dock anklagelsen med att det avgörande för honom var att de folkliga förbunden i LO och DA var de mest lämpade eftersom de, enligt honom, tillsammans representerade alla politiska ståndpunkter. – Han hamnade i en liknande situation då en fjärde radiokanal planerades, då valet stod mellan att låta Danmarks Radio eller en privat aktör, däribland Danmarks Erhvervsradio (det danska näringslivets radiobolag) och Danske Dagblades Forening, driva den nya kanalen. Danmarks Radio hade uttryckt intresse för en ny radiokanal för att man skulle kunna ge en högre prioritering av program som riktade sig till ungdomar, samt klassisk musik och utbildning. Socialdemokraterne tog dessutom avstånd från ytterligare en reklamfinansierad kanal. Danmarks Radio stod dock inför besparingar och avtalen kring licensavgifterna gav inte utrymme för en utvidgning av verksamheten fram till omförhandlingarna 1993. Man ansökte därmed om att få upprätta kanalen 1994.
I mars 1989 tilldelades Rechendorff en del kritik från regeringspartiet Det Radikale Venstre efter att han och hans ministerium lät införa nya beteckningar för olika postklasser. Anledningen var att 2:a klassens post fick beteckningen B, vilket också är Det Radikale Venstres partibeteckning. Den nya beteckningen orsakade många förväxlingar av brev inom postväsendet och partiet upplevde att många viktiga brev blev försenade. Vad gäller det danska postväsendet i övrigt fanns problem med budgetunderskott och han stötte på stort motstånd från samtliga partier i Folketinget då han planerade att stänga ned åtta små postkontor på Fyn. Man var rädd att nedläggningen av dessa postkontor skulle starta en kedjereaktion av nedläggningar över hela Danmark. I maj 1990 lade han därmed fram ett förslag om att låta postkontoren på mindre orter slås ihop med de lokala snabbköpen eller dagligvarubutikerna för att förhindra nedläggningar. Det mötte kritik från Kommunernes Landsforening (KL) och Dansk Postforbund.
Under år 1990 ingicks en politisk överenskommelse om att upprätta ett bolag, Tele Danmark, som gjordes till ett modersbolag för de tidigare separata telefonbolagen KTAS, JTAS, Tele Sønderjylland, Fyns Telefon och Statens Teletjeneste. År 1991 gjordes Postgiro med en bred uppbackning i Folketinget om till ett aktiebolag, Girobank A/S, där 25 % av aktierna såldes till privata aktörer (högst 5 % till varje aktör för att skapa balans). Det innebar att det blev möjligt att både låna och spara på Postgiro och att bolaget fick både plikt och ensamrätt på att använda landets postkontor. Däremot förlorade bolaget sitt monopol på att förmedla statens betalningar. Därefter utpekade Rechendorff konsortiet Dansk Mobil Telefon till att bygga upp landets nya digitala GSM-nät för mobiltelefoner, vilket enligt honom var det bästa valet ur teknisk och ekonomisk synvinkel.
På grund av den belastande tamilaffären beslutade statsminister Poul Schlüter att upplösa den borgerliga regeringen till förmån för en socialdemokratiskt ledd mittenregering 25 januari 1993. I samband med detta avgick Schlüter som partiledare för Det Konservative Folkeparti och Torben Rechendorff utsågs till hans efterträdare. Hans tid som partiledare präglades av en stor identitetskris och inre stridigheter inom partiet, som skadades svårt efter tamilaffären. Hans tid på partiledarposten blev relativt kortvarig då han avgick 1995.

## Förtroendeposter
- Medlem av representantskapet för Kofoeds Skole (2008– )
- Styrelsemedlem av Danmission
- Styrelsemedlem av Sydslesvigsk Kultursamfund
- Styrelsemedlem av TV 2 (1999–2002)
- Styrelsemedlem av Statens Kunstfond
- Medlem av presidiet för Folkekirkens Dåbshilsen
- Styrelsemedlem av Kirkekaffens Støtteforening
- Styrelsemedlem av Det Kongelige Teater (1999–2007)
- Ordförande av Grænseforeningen (2000–2005)
- Ordförande av Christmas Møllers Mindefond
- Medlem av Nordiska ministerrådets demokratiutskott (2004–2005)
- Medlem av Sydslesvigutskottet (1994– )
- Styrelsemedlem av Det Danske Bibelselskab (1993– )
- Ordförande av representantskapet rörande Auschwitz-dagen (2007– )
- Sekretariatsmedlem av Vanførefonden
- Styrelsemedlem av Post- og Telemuseet
- Styrelsemedlem av Kaj Munks Mindefond
- Medlem av Julemærkekomitéen
- Styrelsemedlem av Grænsefonden
- Styrelsemedlem av Diakonissestiftelsen

## Utmärkelser
- Kommendör av Dannebrogorden,  1989[34]

[Redigera Wikidata]